# Ideologische alarmbel
De ideologische en filosofische alarmbelprocedure is een bijzondere procedure in de parlementen van de Belgische Gemeenschappen om ideologische minderheden te beschermen tegen discriminatie. De alarmbel is met name ingesteld om minorisering te vermijden van de katholieken in Franstalig België en van de vrijzinnigen in Vlaanderen. Ze neemt de vorm aan van een motie die op haar ontvankelijkheid wordt beoordeeld door een college van parlementsvoorzitters en op haar gegrondheid door de Kamer van volksvertegenwoordigers en de Senaat.

## Ontstaansgeschiedenis
Op nationaal niveau bestond er in België steeds een evenwicht tussen katholieken en vrijzinnigen, doordat er een ruime katholieke meerderheid was in het noorden van het land en een groot aantal vrijzinnigen in het zuiden. Wanneer in het kader van de staatshervorming (het leeuwendeel van) de culturele bevoegdheden werden overgedragen naar de Gemeenschappen, bestond de vrees dat dit tot problemen zou kunnen leiden doordat dit evenwicht op het niveau van de Gemeenschappen niet langer bestond. Daarom werd in het toenmalige artikel 59bis, § 7 van de Grondwet (het huidige art. 131 GW) ingeschreven dat er bij wet een procedure moest worden voorzien om die ideologische minderheden te beschermen. Dit gebeurde door de wet van 3 juli 1971. Deze wet werd haast unaniem aangenomen: christendemocraten, socialisten en Volksunie stemden tweemaal voor, liberalen stemden voor in de Senaat en onthielden zich daarna in de Kamer en FDF en RW onthielden zich tweemaal; tegenstemmen waren er alleen in de Kamer van de KPB. Voor Vlaanderen vond een verdere uitwerking plaats in artikel 73 van het Reglement van het Vlaams Parlement.

## Toepassingsgebied
De ideologische en filosofische alarmbelprocedure is, zoals gezegd, ingevoerd in het kader van de eerste staatshervorming en kan aldus enkel toegepast worden in materies waarin de Gemeenschappen bevoegd zijn. De procedure is niet van toepassing op gewestelijke materies.

## Procedure
Ten minste 1/4 van de leden van het Vlaams Parlement of het Franse Gemeenschapsparlement of ten minste 3 leden van het Duitstalige Gemeenschapsparlement kunnen de ideologische en filosofische alarmbel luiden door middel van een motie. Die motie moet neergelegd worden na het indienen van het verslag van de parlementaire commissie en voor de eindstemming (in eerste lezing) in de plenaire vergadering. In de motie moet gezegd worden welke bepalingen worden gezien als een discriminatie op het ideologische of filosofische vlak en waarom zij dit zo ervaren.
Vervolgens wordt de ontvankelijkheid van de motie onderzocht door een commissie, bestaande uit de voorzitters van de Kamer van volksvertegenwoordigers, de Senaat, het Vlaams Parlement en het Franse Gemeenschapsparlement. Wanneer de motie afkomstig is van de Duitstalige Gemeenschap, neemt ook de voorzitter van het Duitstalige Gemeenschapsparlement deel aan de besprekingen.
Wanneer die commissie de motie ontvankelijk verklaart, verplaatst het dossier zich naar de Kamer en de Senaat. Wanneer een van die assemblees besluit dat het ontwerpdecreet of bepalingen ervan effectief discriminerend is, kan er niet meer over gestemd worden in het betrokken gemeenschapsparlement.

## Toepassingen
De ideologische alarmbel is vooral een symbool gebleven in de Belgische politiek. Er werd in 1985 gebruik van gemaakt bij het zogenaamde VTM-decreet van de Vlaamse Gemeenschap, waar de vrijzinnigen meenden dat de katholieke mediagroepen een te grote greep kregen op de commerciële zender. De motie werd ontvankelijk bevonden door het college van voorzitters, maar Kamer en Senaat beoordeelden ze als ongegrond. Toch kwam de Vlaamse Executieve daarna met extra decretale waarborgen voor het pluralisme.
In 2019 is de alarmbel geluid in het Vlaams Parlement tegen een regeringsvoorstel om het Decreet Sociaal-cultureel Volwassenenwerk te wijzigen teneinde elke subsidie te ontnemen aan verenigingen "die zich terugplooien op etnisch-culturele afkomst en segregatie in de hand werken". Het college van parlementsvoorzitters besliste bij staking van stemmen dat de motie ontvankelijk was.

## Actuele betekenis
Het is te betwijfelen of de uitgangspunten van deze procedure nog beantwoorden aan de hedendaagse realiteit. Door het verlies aan electorale invloed van het katholicisme is het de vraag of het ideologisch evenwicht dat op het federale niveau bestond, vandaag nog aanwezig is. In het federaal regeerakkoord 2025-2029 van formateur Bart De Wever staat te lezen dat zijn regering de intentie heeft de ideologische alarmbelprocedure af te schaffen.

## Voetnoten
1. ↑  Parlementaire handelingen, Senaat, 23 juni 1971, p. 2128; Kamer, 1 juli 1971 (namiddag), p. 70. Gearchiveerd op 28 november 2019.